# キーストーン

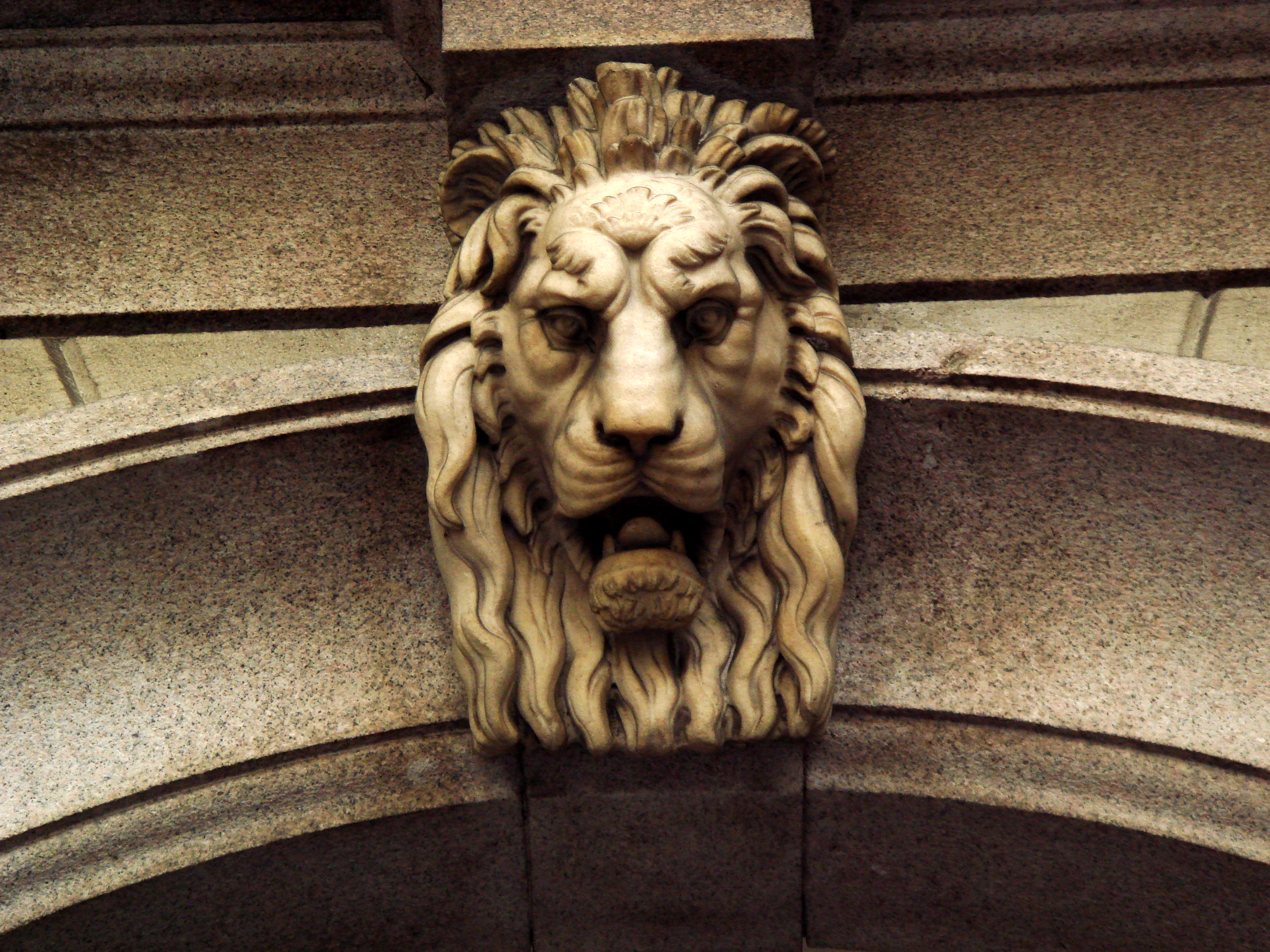
Palazzo Borgazzi のキーストーン（イタリア ミラノ）

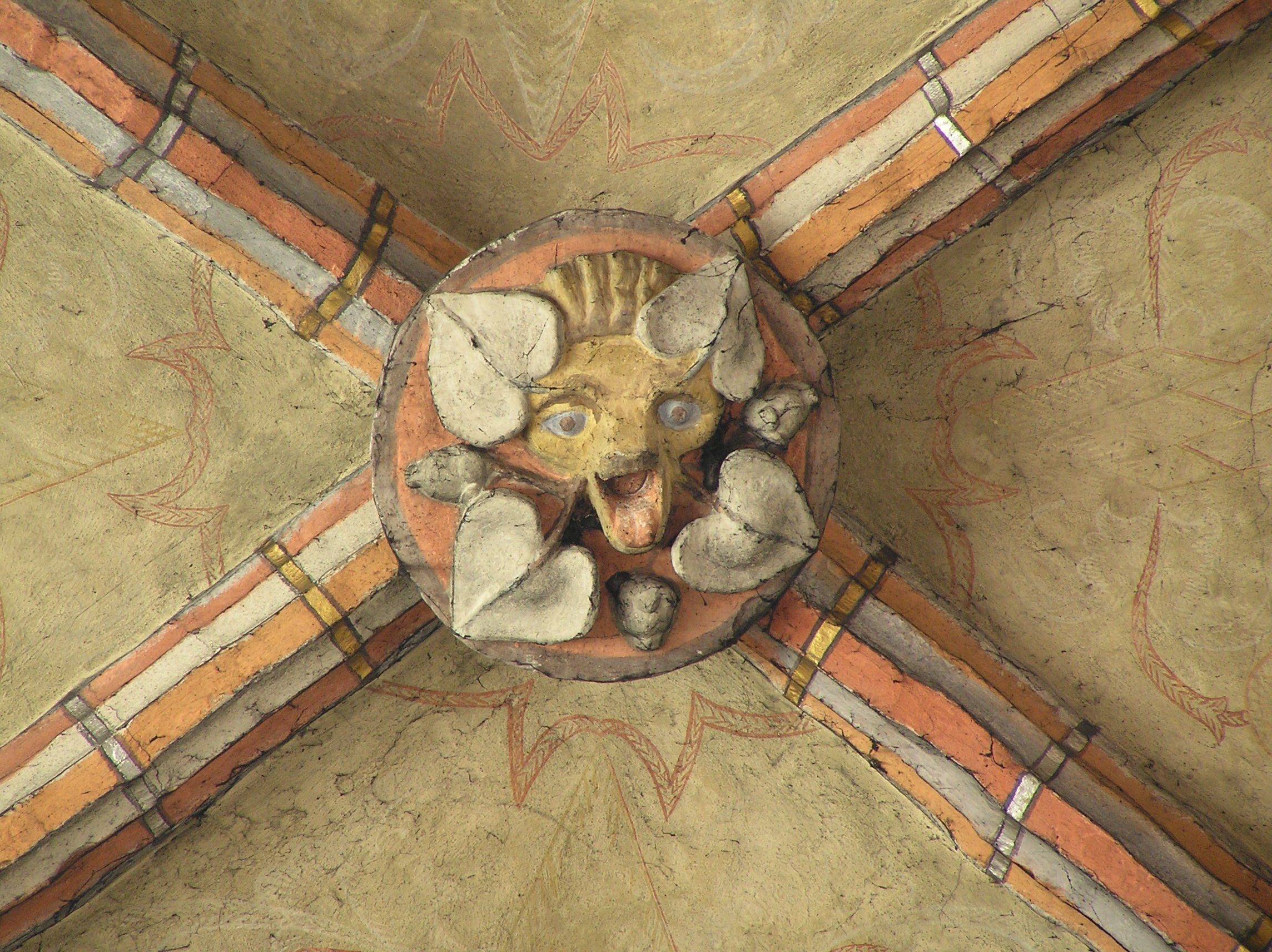
ポーランドの教会にあるヴォールトのキーストーン

キーストーン（英: keystone）は、ヴォールトまたはアーチの頂上部分にある建築要素。要石（かなめいし）、楔石（くさびいし）、せりもち石などとも呼ぶ。

## 概要
キーストーンは頂上であることを示すと同時に、周囲の建材が崩れないように締める役目を持つ。このため、構造上も非常に重要である。
アーチでは、一般にキーストーンはアーチを構成する他の迫石よりも大きいが、これは見た目を考慮した意味もある。迫石を1つでも取り去るとアーチは崩れるがキーストーンについては必ずしもそうでないこともあるため、キーストーンは迫石ほど構造上の重要性はないとする意見もある。
中世の建物に使われている古いキーストーンは、長年の振動によって装飾が壊れていることがあり、この状態を bald arch と呼ぶ。
ヴォールトでは、キーストーンはトレーサリーの交わる点を示す印の意味がある。
16世紀のマニエリスムの建築家は、下のコルディッツ城の例のように、アーチを作る際にキーストーンを若干下に飛び出した形にしていた。

## 比喩的用法

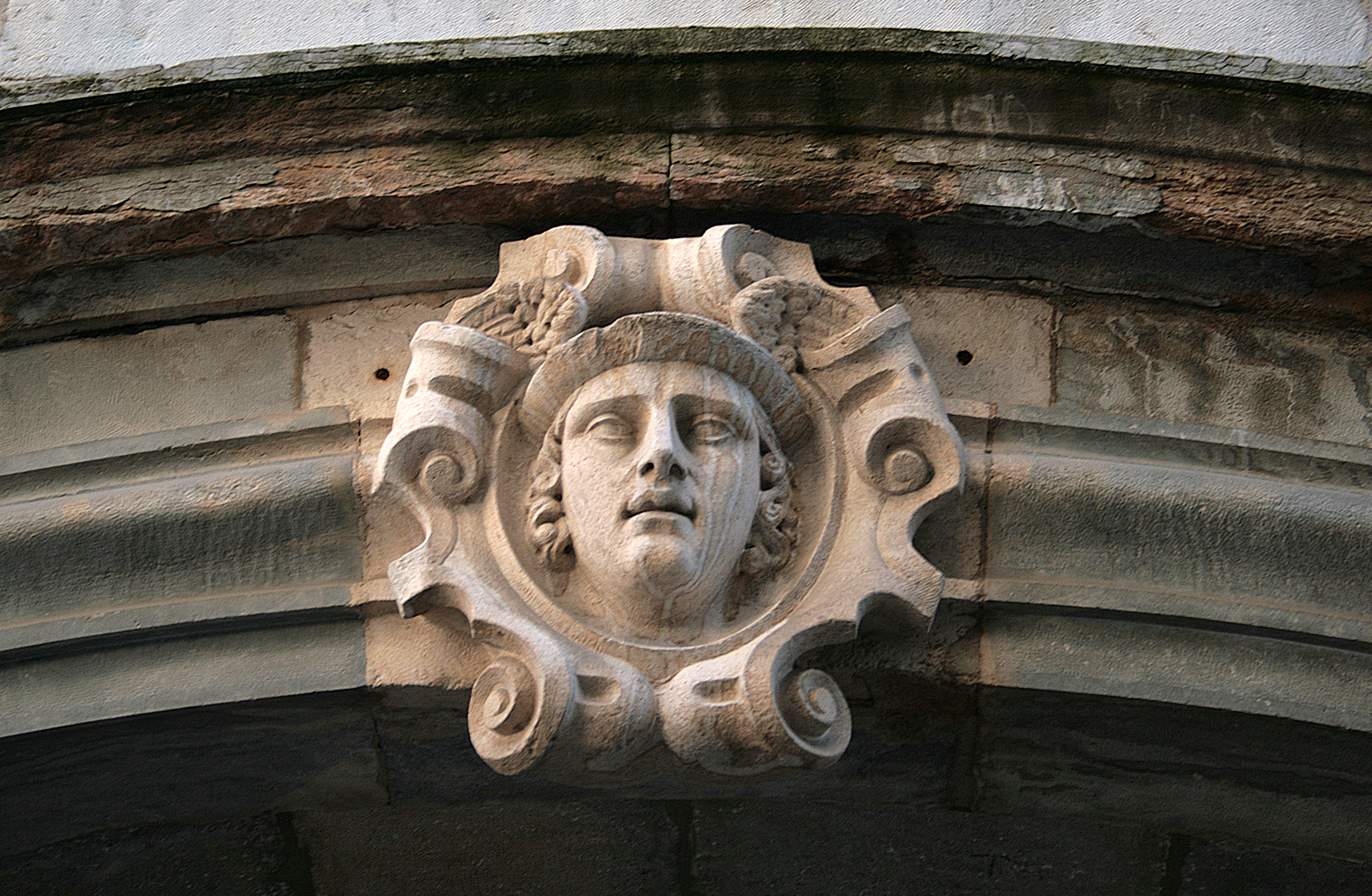

この用語は、理論や組織など大きな構造を中心で支えている要素を指して比喩的に使われることがある。すなわち、それがないと構造全体が崩壊するという意味で使う。例えば群集生態学ではキーストーン種という語がある。
アメリカ合衆国のペンシルベニア州はかつて "Keystone State" と呼ばれていた。これは13植民地の商業および政治の中心地だったためである。このため、ペンシルベニア州のロゴとして切り込み付きのキーストーンの形を使うことがある。例えば、ペンシルバニア鉄道 (PRR) のロゴ、野球のリトルリーグのロゴ（ペンシルベニアが発祥の地）、ハインツのロゴ（ピッツバーグに本社がある）がこのキーストーンの形状になっている。PRRの列車のナンバープレートも同様の形状をしており、現在もニューヨークからハリスバーグを結ぶアムトラックの列車に「キーストーン・サービス」の名がつけられている。ペンシルベニア州の州道の標識も同じ形状が使われている。

## ギャラリー

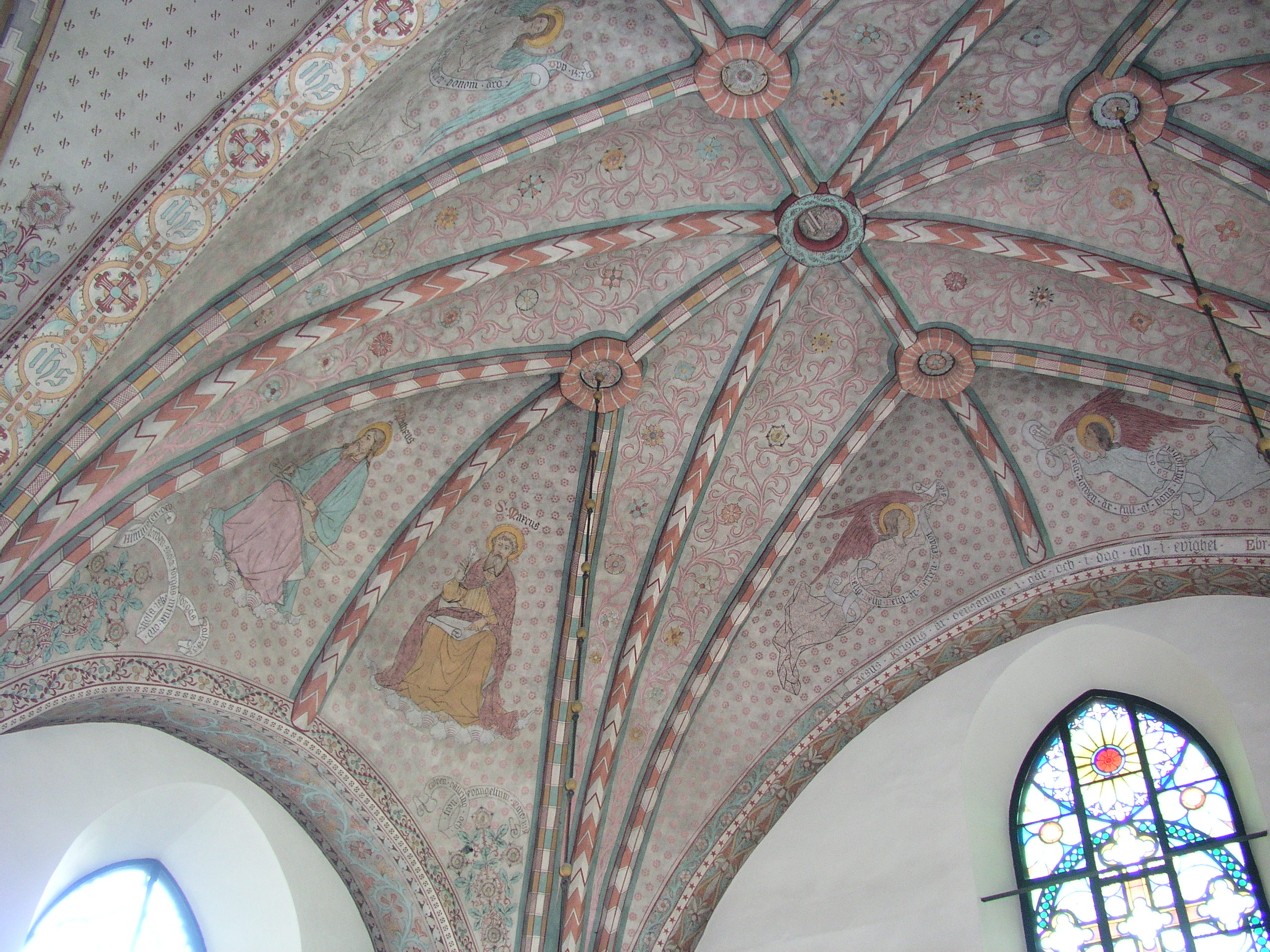
スウェーデンの教会にある装飾的なキーストーン（複数ある）
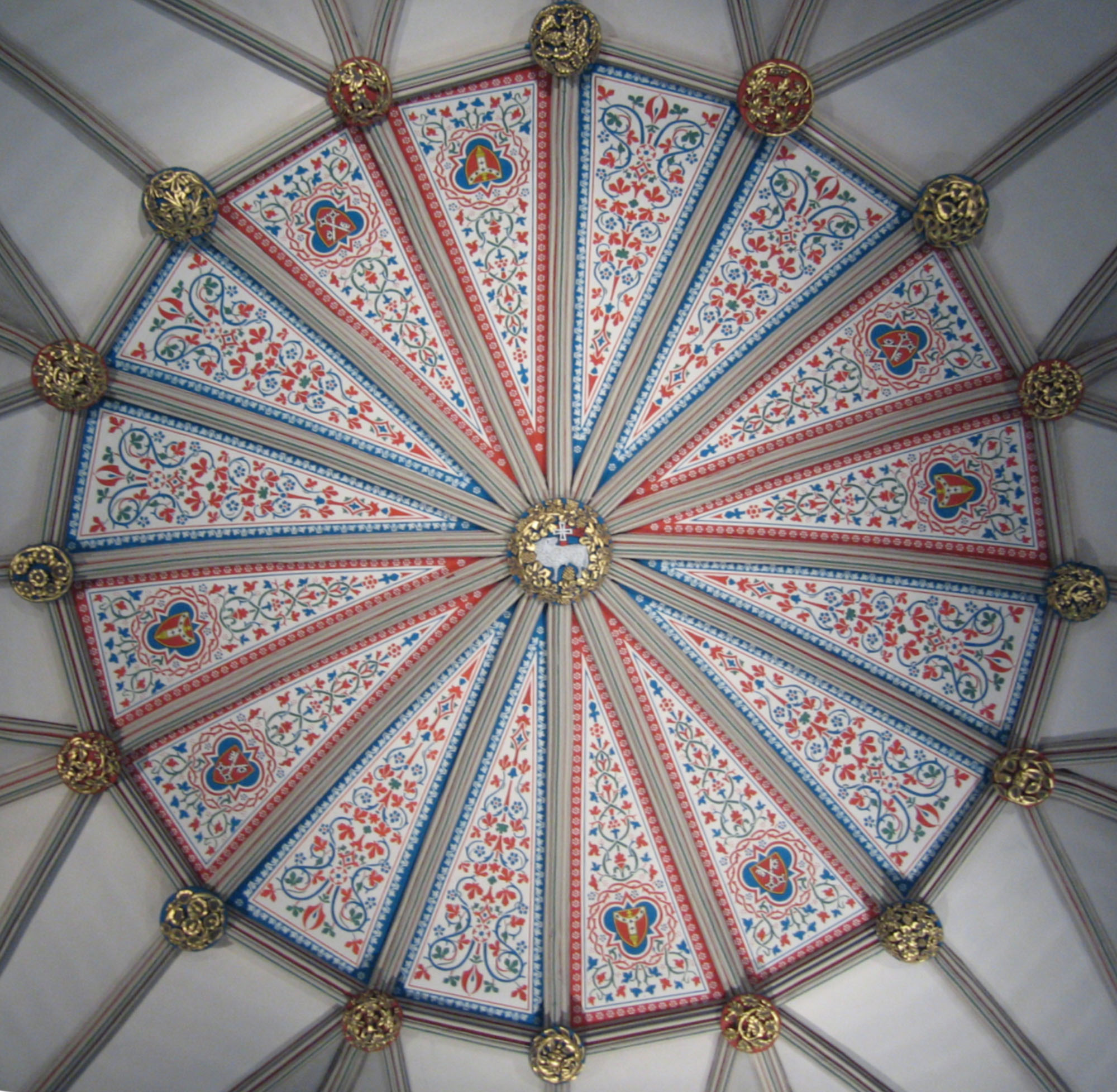
ヨーク・ミンスターの会議場の天井
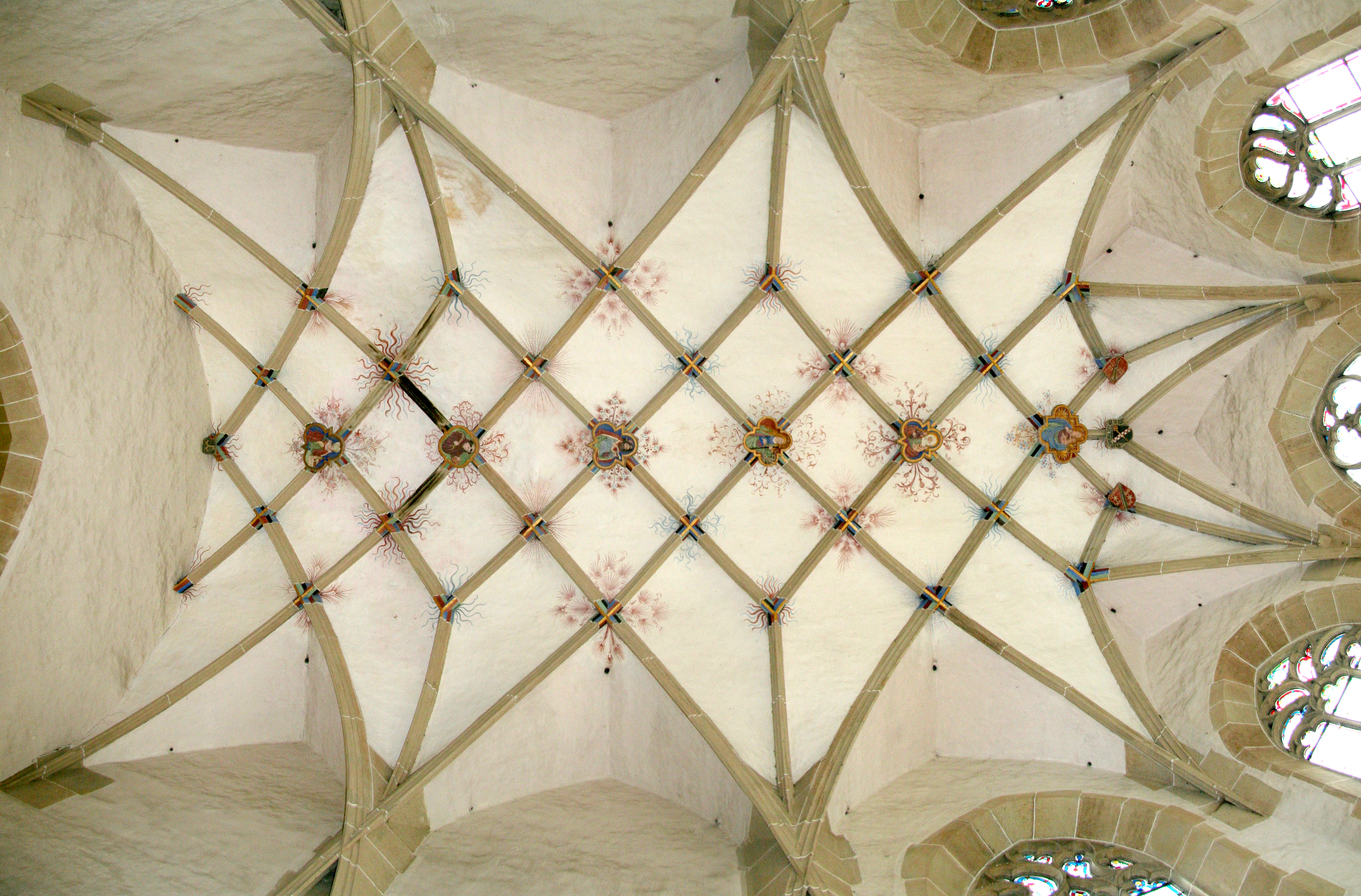
ドイツにあるヴォールト（1482年）。キーストーンとトレーサリーが見える。
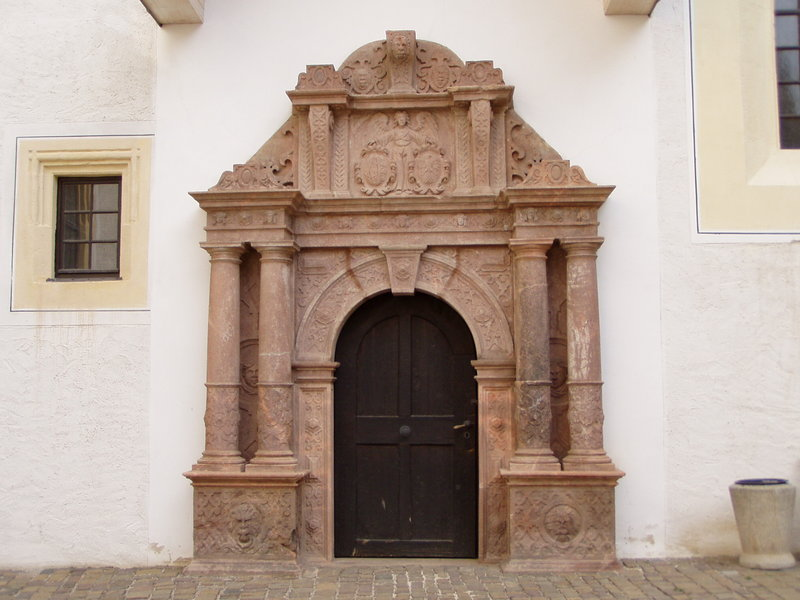
下に突き出たキーストーン（コルディッツ城）
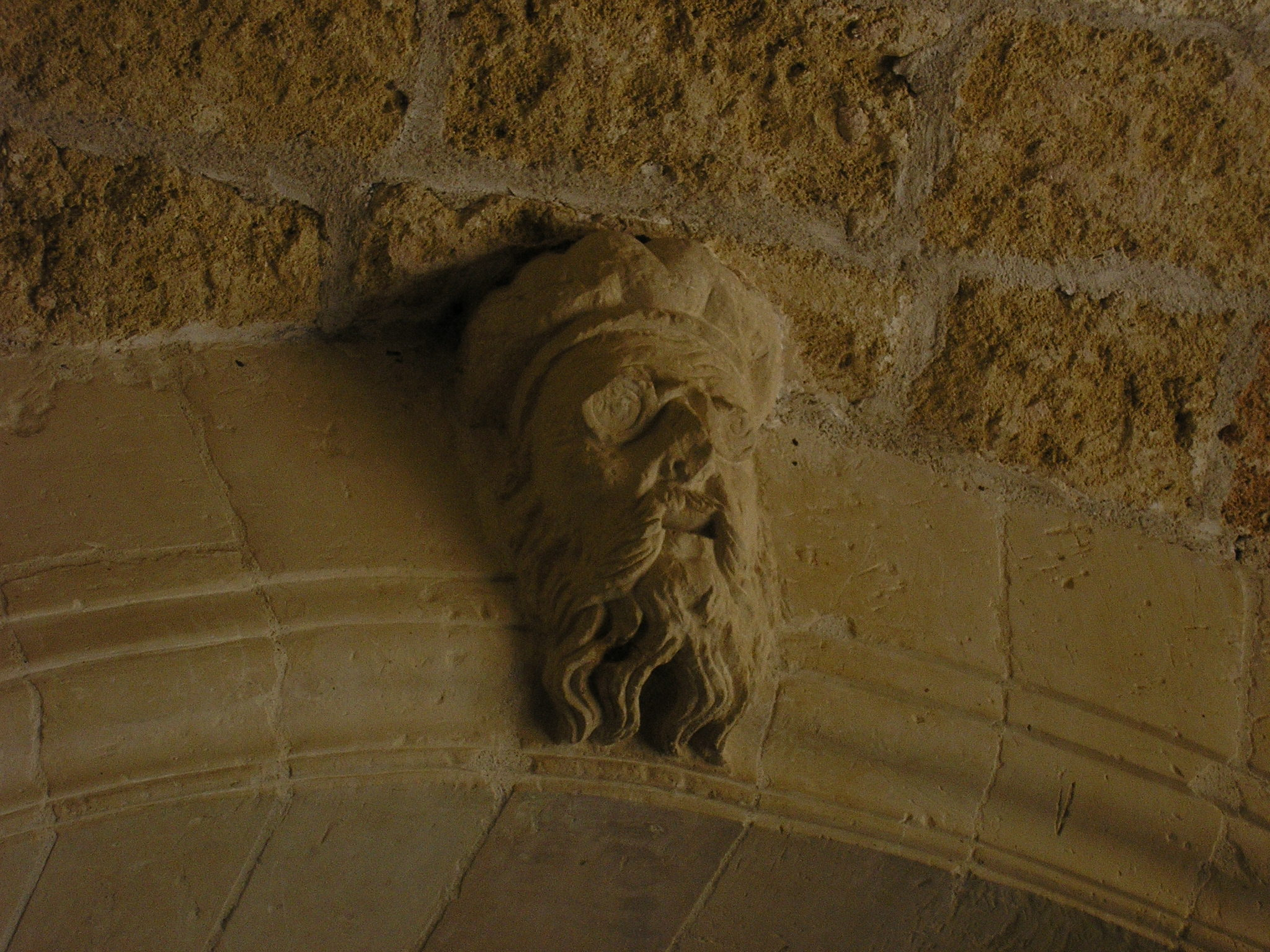
門の上にある装飾的なキーストーン
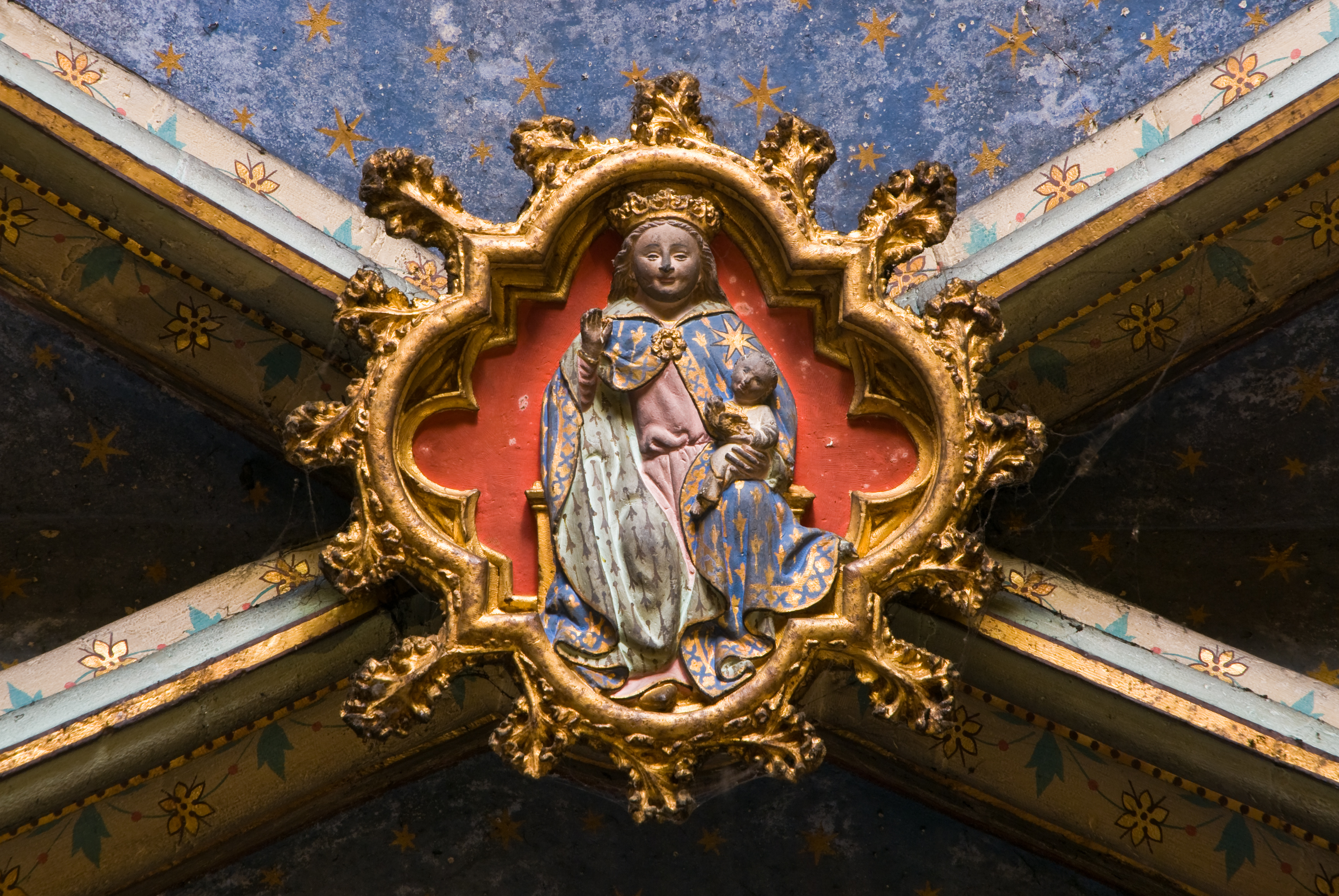
フランスにあるヴォールトのキーストーン
シンボル形状
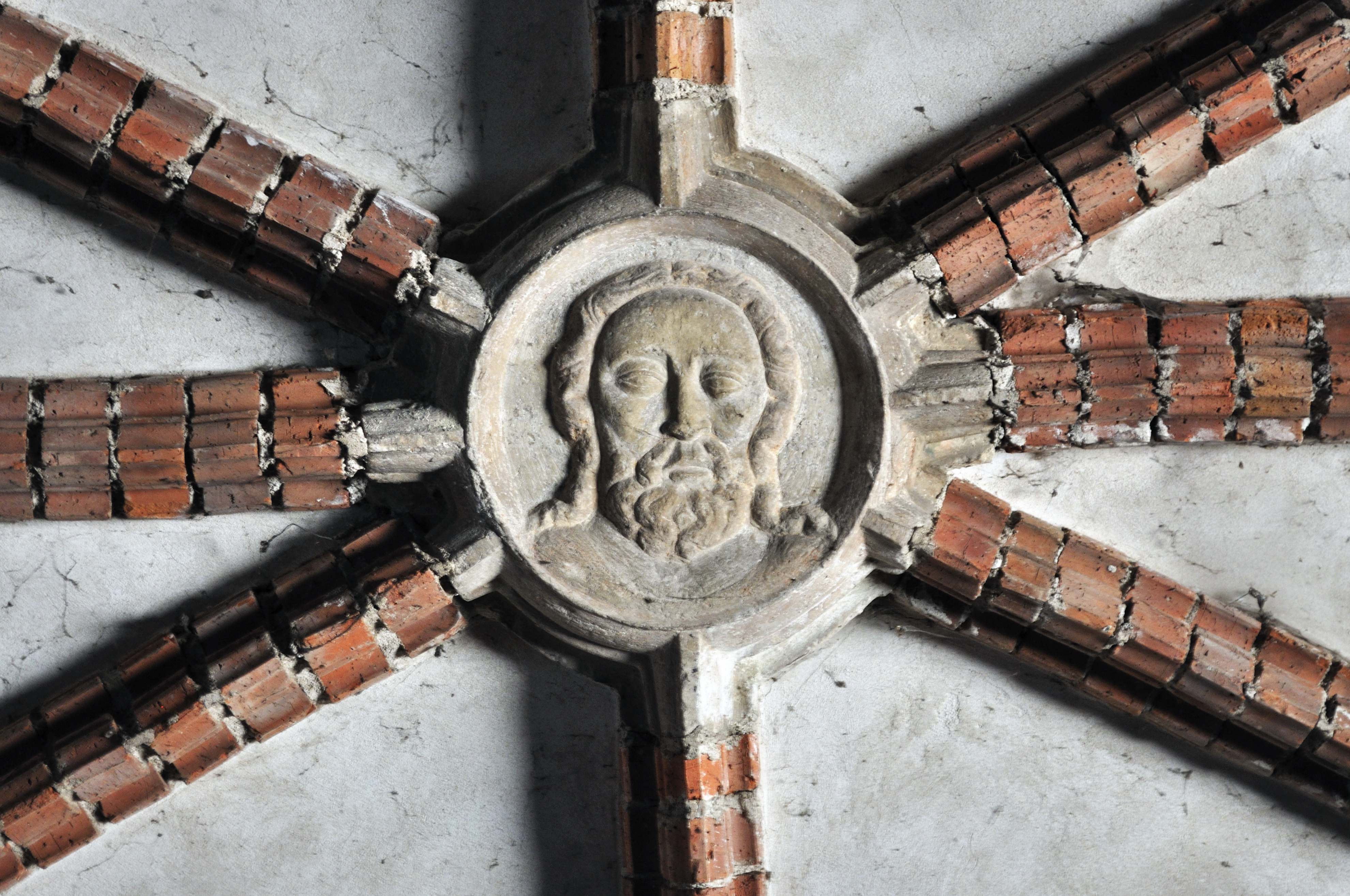
イエス・キリスト
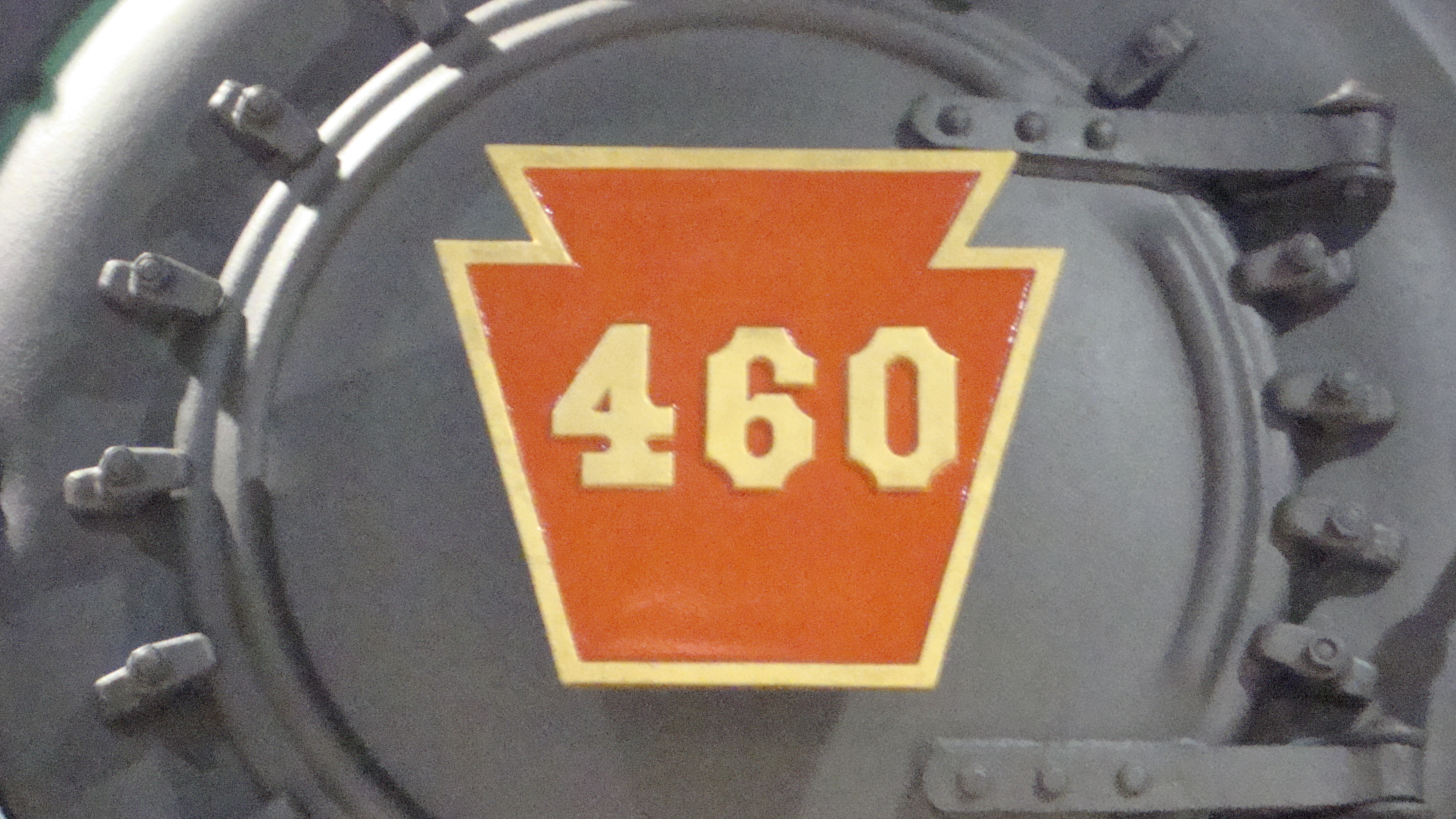
ペンシルバニア鉄道の機関車のナンバープレート
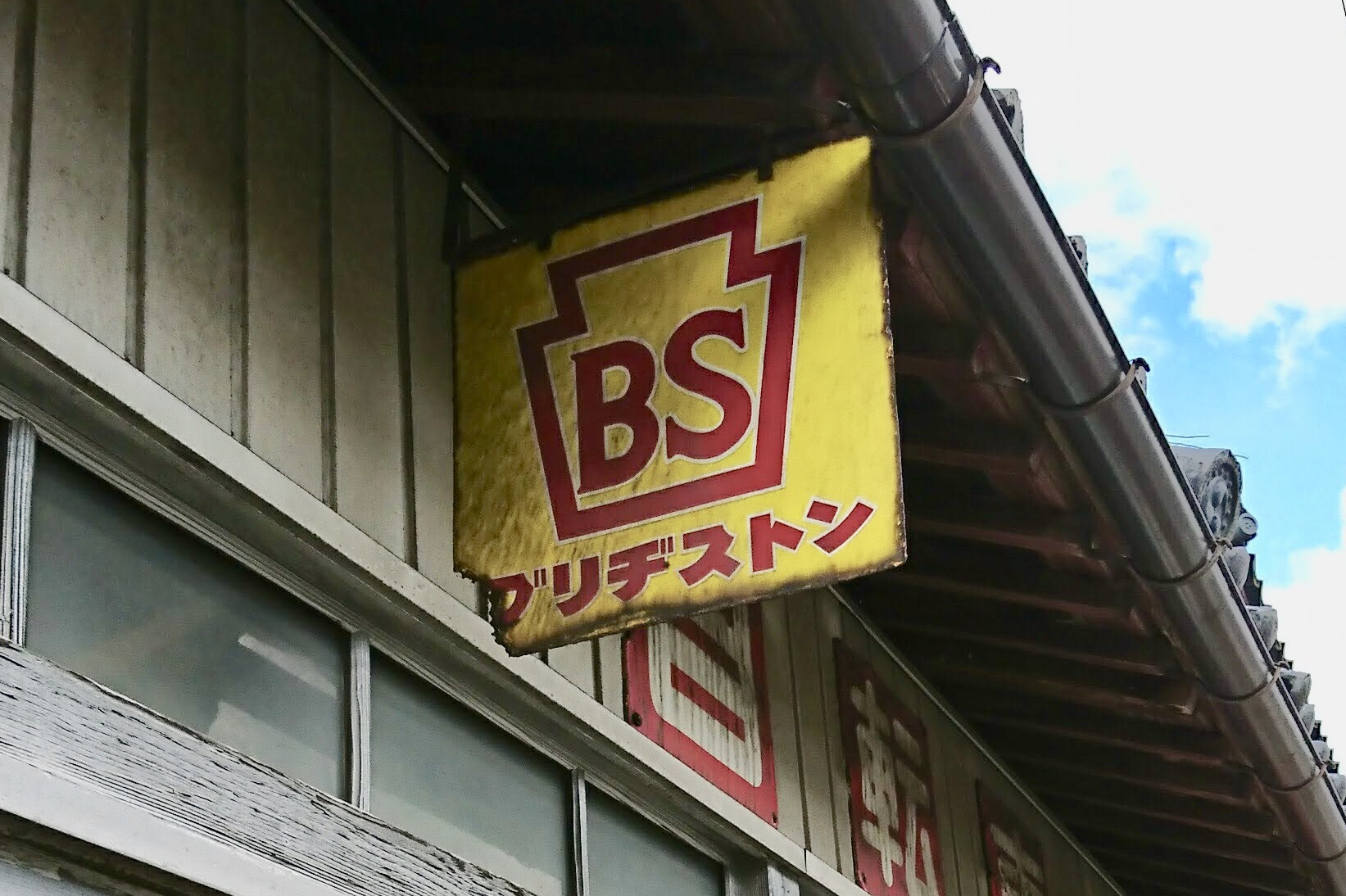
ブリヂストンのシンボルマーク。創業者石橋正二郎の名に因む。